# DLA-3C286
DLA-3C286 – młoda galaktyka o bardzo silnym polu magnetycznym.
Galaktyka znajduje się około 6,4 miliardów lat świetlnych od Ziemi i ma około 4 miliardy lat, jej pole magnetyczne zostało zmierzone w 2008 przy pomocy radioteleskopu Green Bank. Naukowcy odkryli, że jest ono ok. 10 razy silniejsze od pola magnetycznego galaktyki, w której znajduje się Ziemia (Droga Mleczna) i rozciąga się aż na 600 lat świetlnych.
Według obecnie panujących teorii pole magnetyczne galaktyki powstaje na zasadzie tzw. efektu dynama – buduje się ono początkowo wokół cząsteczek wyrzuconych w kosmos w wyniku wybuchów supernowych, w ciągu miliardów lat, w wyniku ruchu obrotowego galaktyk, cząsteczki te zaczynają działać jak dynamo wzmacniając i ukierunkowując pole magnetyczne galaktyki.
Silne i rozległe pole magnetyczne galaktyki tak młodej jak DLA-3C286 sugeruje jednak inny, niewyjaśniony jeszcze model powstawania tych pól.